# La Citadelle de Tanger
La Citadelle de Tanger est un tableau réalisé par Albert Marquet en 1913.
Cette peinture à l'huile sur toile marouflée sur carton est conservée au musée de Grenoble.